# Estancia (Nouveau-Mexique)
Pour les articles homonymes, voir Estancia (homonymie).
La ville d’Estancia est le siège du comté de Torrance, situé dans le Nouveau-Mexique, aux États-Unis.